# Delito de acción pública previa instancia particular
Se denomina delito de acción pública previa instancia particular o delito semipúblico, en Derecho procesal penal, a un tipo de delito que, por sus especiales características, exige que medie al menos una denuncia por parte de la víctima como condición indispensable para que los poderes públicos puedan perseguir el delito y enjuiciar al acusado. Una vez interpuesta la denuncia, ya no es necesaria la intervención de la víctima en el procedimiento.
No es necesario, por tanto, que medie una querella, como ocurre en los delitos de acción privada o delitos privados.
Por otro lado, una característica llamativa de este tipo de delitos es que la retirada de la denuncia no implica que los poderes públicos tengan obligación de archivar el procedimiento. Por el contrario, una vez iniciado, el procedimiento es autónomo de la víctima. Esta, si bien no está obligada a impulsarlo activamente, tampoco tiene derecho a desistir.
Un caso típico de este tipo de delitos es el de violación.